# The Undertones
A The Undertones egy ír punk együttes Londonderryből. Az együttest 1975-ben alapították.
Legnagyobb sikert hozó albumaik az 1979-es The Undertones, és az 1980-ban megjelent Hypnotised, amelyek szerepelnek az 1001 lemez, amit hallanod kell, mielőtt meghalsz című könyvben.

## Diszkográfia
- The Undertones (1979)
- Hypnotised (1980)
- Positive Touch (1981)
- The Sin of Pride (1983)
- Get What You Need (2003)
- Dig Yourself Deep (2007)

## Fordítás
- Ez a szócikk részben vagy egészben  a   The Undertones című angol Wikipédia-szócikk fordításán alapul.  Az eredeti cikk szerkesztőit annak laptörténete sorolja fel. Ez a jelzés csupán a megfogalmazás eredetét és a szerzői jogokat jelzi, nem szolgál a cikkben szereplő információk forrásmegjelöléseként.